# Treść nauczania
Treść nauczania, treść kształcenia – całokształt podstawowych umiejętności, wiadomości z dziedziny nauki, techniki, kultury, sztuki oraz praktyki społecznej, przewidziany do opanowania przez uczniów podczas ich pobytu w szkole. Treść ta, będąc głównym czynnikiem dydaktycznego i wychowawczego oddziaływania na dzieci, młodzież i dorosłych, powinna odzwierciedlać aktualne, jak i przyszłe, przewidywane potrzeby społecznego, zawodowego i kulturalnego życia kraju, a także potrzeby poszczególnych osób. 

## Teorie doboru treści
Do podstawowych teorii doboru treści kształcenia ogólnego zalicza się:
1. Encyklopedyzm dydaktyczny (dawniej – materializm dydaktyczny)
2. Formalizm dydaktyczny
3. Utylitaryzm dydaktyczny
4. Teoria problemowo-kompleksowa
5. Strukturalizm
6. Egzemplaryzm
7. Materializm funkcjonalny

Encyklopedyzm dydaktyczny
Teoria według której zasadniczym celem nauczania powinno być przekazywanie uczniom jak największego zasobu wiadomości z możliwie różnych dziedzin nauki. W taki sposób powstaje wiele programów nauczania, są one przeważnie niedostatecznie ze sobą skorelowane, obejmują materiał bardzo obszerny i wykazują przeładowanie wiadomościami. Realizacja takich programów zmusza nauczyciela do tego aby w sposób powierzchowny i w pośpiech przekazywał uczniom wiedzę. Uczniowie natomiast są jedynie biernymi odbiorcami przekazywanych im lawinowo informacji, które przyswajają fragmentarycznie, powierzchownie i przede wszystkim pamięciowo. Twórcą nazwy tej teorii był jej zdecydowany przeciwnik, herbartysta Friedrich Wilhelm Dörpfeld, który w 1879 roku wydał książkę Materializm dydaktyczny.
Formalizm dydaktyczny
Zgodnie z tą teorią zadaniem ogólnego kształcenia jest wszechstronne kształcenie umysłu, rozwijanie zdolności poznawczych przy zaniedbywaniu rzeczowej strony wykształcenia. Treść jest tylko środkiem służącym do rozwijania zdolności i zainteresowań poznawczych, a celem pogłębianie i rozszerzanie tych zdolności.
Utylitaryzm dydaktyczny
Według tego poglądu proces kształcenia powinien być oparty na takich treściach, które zapewnią praktyczne przygotowanie do życia, a nacisk w prowadzeniu zajęć ukierunkowany na rozwój umiejętności i sprawności. W teorii tej praktyka posiada przewagę nad systematyczną wiedzą i nie jest ukazywana w związku z teorią. Pogląd ten jest krytykowany przez inne teorie kształcenia. Twórcą tej teorii jest John Dewey, według którego kryterium doboru treści jest rekonstrukcja społecznych doświadczeń ludzkości.
Teoria problemowo-kompleksowa
Twórcą tej teorii jest Bogdan Suchodolski. Zgodnie z nią istniejący układ materiału nauczania informacyjno–systematyczny powinien być zastąpiony przez problemowo–kompleksowy, w którym rozwiązanie problemów przez uczniów wymaga posługiwania się wszechstronną wiedzą. Postulatem teorii jest integrowanie wiedzy z różnych dziedzin nauki, tak aby uczyć przedmiotów kompleksowo a nie odrębnie, a treści kształcenia winny być związane z aktualnymi problemami współczesnego świata.
Strukturalizm
Zgodnie z tą teorią, której twórcą jest Kazimierz Sośnicki, wiedza w programach nauczania winna zostać uporządkowana poprzez racjonalny, strukturalny dobór i układ treści kształcenia. Tworzone programy powinny uwzględniać zasady nowoczesności, życiowości, kultury logicznej oraz łączenia teorii z praktyką.
Egzemplaryzm
Pogląd, według którego systematyczne nauczanie powinno zostać zastąpione kształceniem opartym na właściwie dobranych przykładach. Przykład pełni najistotniejszą rolę w nauce i wychowaniu. Za prekursora uważany jest Piotr Abelard. W egzemplaryzmie wyróżnia się:
- nauczanie paradygmatyczne – materiał nauczania ułożony jest w sposób wzorcowy, ogniskowy a nie systematyczny
- egzemplaryczny układ treści – wiedza przekazywana jest przy pomocy egzemplarzy tematycznych, które są reprezentatywne dla danego tematu[5]

Materializm funkcjonalny
Teoria kształcenia, która oparta jest na idei harmonijnego połączenia treści i funkcji wiedzy w procesie nauczania. Materializm funkcjonalny stoi w opozycji do jednostronnych teorii kształcenia, w których faworyzowane są treści, funkcje lub działanie praktyczne. Zgodnie z tą teorią gromadzenie wiedzy jest tylko jedną z możliwych stron procesu kształcenia. Twórcą teorii jest Wincenty Okoń, który twierdzi, że wiedza zdobywana przez ucznia powinna ułatwić mu poznanie rzeczywistości i gromadzenie informacji o niej, a treści kształcenia dobrane tak, aby
wspomagały rozwój zdolności poznawczych.

## Krytyka treści kształcenia
Według Kazimierza Denka podstawowymi błędami popełnianymi przy doborze treści kształcenia są: 
- encyklopedyzm – faktograficzna wielowiedza, werbalizm
- historyzm – dominacja wiedzy o przeszłości nad wiedzą o teraźniejszości i przyszłości
- addytywizm – dodawanie treści nowych bez eliminacji treści przestarzałych, co powoduje przeciążenie programów. Połączenie encyklopedyzmu i historyzmu
- przeciążenie – przeładowanie programów nauczania
- uniformizm – brak dyferencjacji (różnicowania), jednolitość treści dla wszystkich uczniów
- jednostronność – eksponowanie tylko jednej strony procesu kształcenia
- akademizm (scjentyzm) – przeteoretyzowanie, budowanie programów na wzór dyscypliny naukowej
- izolacjonizm – brak powiązania treści kształcenia z życiem codziennym
- dysharmonia – rozbieżność między stopniem trudności a możliwościami uczniów
- brak dostatecznego uwzględnienia potrzeb społeczeństwa – globalne i przyszłościowe potrzeby nie są uwzględniane